# Chuck Mangione
Charles Frank "Chuck" Mangione (Rochester, 29 de novembro de 1940 – Rochester, 22 de julho de 2025) foi um músico e compositor norte-americano que alcançou sucesso internacional com seu single "Feels So Good", em 1977. Mangione lançou mais de trinta álbuns desde 1960 e tocou com os maiores nomes de jazz. Tem como seu principal instrumento o Flugelhorn, também chamado de Fliscorne. Sua canção "Chase the Clouds Away" foi utilizado durante os Jogos Olímpicos de Verão de 1976 e "Give It All You Got" serviu como tema para os Jogos Olímpicos de Inverno de 1980, que foram realizadas em Lake Placid, Estados Unidos.

## Morte
Mangione morreu no dia 22 de julho de 2025, enquanto dormia em sua residência, em Rochester, aos 84 anos.